# Javier Sánchez Galindo
Javier Sánchez Galindo (* 26. November 1947 in Mexiko-Stadt) ist ein ehemaliger mexikanischer Fußballspieler auf der Position eines Innenverteidigers. Mit sechs Meistertiteln gehört er zu den erfolgreichsten Spielern der mexikanischen Profiliga.

## Leben

### Verein
Sánchez Galindo begann seine Profikarriere in der Saison 1966/67 beim CD Cruz Azul, der seinerzeit noch in der Kleinstadt Jasso beheimatet war. In den acht Jahren mit den Cementeros, die in dieser Zeit in die mexikanische Hauptstadt verzogen, gewann er fünf Meistertitel, dreimal den  CONCACAF Champions Cup und einmal den mexikanischen Pokalwettbewerb. Für die Saison 1974/75 wechselte er zu Chivas Guadalajara, kehrte aber ein Jahr später in die Hauptstadt zurück und unterschrieb beim Club América, mit dem er in den nächsten Jahren je einmal die Meisterschaft, den CONCACAF Champions Cup und die Copa Interamericana gewann. 1979 wechselte er zum in der Nachbarstadt Nezahualcóyotl beheimateten CD Coyotes Neza, bei dem er seine aktive Laufbahn 1982 ausklingen ließ.

### Nationalmannschaft
Sein Debüt für die A-Nationalmannschaft gab Sánchez Galindo am 7. Juli 1968 in einem Testspiel gegen Brasilien (0:2), in dem er über die volle Distanz von 90 Minuten zum Einsatz kam. Seine ersten Pflichtspiele bestritt er für die mexikanische Olympiaauswahl beim Fußballturnier der Olympischen Spiele von 1968, bei denen Mexiko als Gastgeber fungierte. Sánchez kam in den Begegnungen des Viertelfinals gegen Spanien (2:0), des Halbfinals gegen Bulgarien (2:3) sowie im Spiel um den dritten Platz gegen Japan (0:2) zum Einsatz.
Obwohl Sánchez Galindo zwischen 1969 und April 1970 insgesamt 15 Einsätze (davon 13 über die volle Distanz) für die A-Nationalmannschaft absolvierte, gehörte er nicht zum Kader der mexikanischen Auswahl bei der im eigenen Land ausgetragenen Fußball-Weltmeisterschaft 1970.
Seinen letzten Länderspieleinsatz absolvierte er am 14. Juni 1977 in einem Testspiel gegen die Nationalmannschaft der Bundesrepublik Deutschland, das (nach einer 2:0-Pausenführung der Mexikaner und zwei Toren von Klaus Fischer in der zweiten Halbzeit) 2:2 endete.

## Erfolge
- Mexikanischer Meister (6): 1968/69, México 70, 1971/72, 1972/73 und 1973/74 (jeweils mit Cruz Azul) sowie 1975/76 (mit América)
- Mexikanischer Pokalsieger (1): 1969 (mit Cruz Azul)
- CONCACAF Champions Cup (4): 1969, 1970 und 1971 (jeweils mit Cruz Azul) sowie 1977 (mit América)
- Copa Interamericana (1): 1978 (mit América)